# Station Chester-le-Street
Chester-le-Street is een spoorwegstation van National Rail aan de East Coast Main Line in Chester-le-Street, de plaats Chester-le-Street in Engeland. Het station is eigendom van Network Rail en wordt beheerd door Northern Rail. 
Station is gelegen aan de East Coast Main Line.